# Pseudoclimaciella timmerhansi
Pseudoclimaciella timmerhansi är en insektsart som först beskrevs av Navás 1931.  Pseudoclimaciella timmerhansi ingår i släktet Pseudoclimaciella och familjen fångsländor. Inga underarter finns listade i Catalogue of Life.